# Radoslav Žargi
Radoslav Žargi, slovenski zdravnik infektolog, * 21. januar 1918, Kostanjevica na Krki, † 18. junij 1993, Ljubljana.
Gimnazijo je obiskoval v Ljubljani (1932–1939) ter nato študiral medicino v Ljubljani (1939–1942) in Padovi (1943–1945), kjer je 1945 tudi diplomiral. Specializacijo je opravil 1950 v Ljubljani, kjer je 1969 tudi doktoriral z disertacijo Endemični serozni meningitis z neznanim izvorom v Sloveniji. Strokovno se je izpopolnjeval na klinikah v Parizu, Lyonu, Rimu in Neaplju. Od 1945 do 1988 je bil zaposlen na Kliniki za infekcijske bolezni v Ljubljani, na kateri je bil v obdobju 1970–1987 tudi njen predstojnik. Od 1951 je deloval tudi na katedri za infekcijske bolezni in epidemiologijo ljubljanske medicinski fakulteti, od 1974 kot redni profesor. 
Radoslav Žargi je sodeloval v strokovnih združenjih in med drugim dvakrat organiziral jugoslovanski kongres infektologov v Portorožu (1969, 1987). Raziskovalno pa se je ukvarjal z epidemiološkimi vprašanji v Sloveniji, predvsem z vprašanji epidemije otroške ohromelosti, organizacijo epidemiološke službe ob epidemiji črnih koz v Jugoslaviji leta 1972, s povzročitelji in prenašalci seroznih meningitisov in z diagnostiko virusnih hepatitisov. V domači in tuji strokovni literaturi je objavil preko 80 znanstvenih in strokovnih člankov. Bil je član več strokovnih organizacij. Za svoje delo je prejel tri jugoslovanska odlikovanja.

## Odlikovanja
- Red dela s srebrnim vencem (1965)
- Red dela z zlatim vencem (1979)
- Red zaslug za ljudstvo s srebrnimi žarki (1987)